# ضريح الشيخ الكامل
ضريح الشيخ الكامل أو ضريح الهادي بنعيسى هو ضريح وزاوية ومسجد يوجد في مدينة مكناس بالمغرب، وبالضبط داخل مدينتها القديمة في منطقة باب الجديد، جنوب باب البردعيين.
يحظى الضريح بمكانة رمزية كبرى لدى مريدي وأتباع الطريقة العيساوية، من المغرب وخارجه، وهو مدفن محمد الهادي بنعيسى، المعروف بالشيخ الكامل، مؤسس هذه الطريقة الصوفية في القرن السادس عشر، إبان حكم الدولة المرينية.
يحتضن محيط الضريح سنويا، في فترة عيد المولد النبوي، أحد أقدم وأعرق المواسم الدينية في المغرب وهو موسم الشيخ الكامل الذي ينظم منذ خمسة قرون، والذي يحج إليه سنويا آلاف الزوار الذين يقيمون في محيطه وبداخله طقوسا دينية واحتفالية.
بني الضريح، بشكله الحالي، سنة 1776 في عهد السلطان محمد بن عبد الله.
خلال موسم الشيخ الكامل تعبر الطوائف العيساوية ووفود المريدين والزوار شوارع مدينة مكناس العتيقة في اتجاه الضريح، منطلقة من نقط ذات مكانة رمزية (زوايا، بيت مقدم الطريقة) محملة بالهدايا في مواكب يتداخل فيها الطقس الديني بمظاهر احتفالية موسيقية وفرجوية تكون عنيفة أحيانا (تمرغ وشرب دماء الذبائح).